# Hong Seok-cheon
Hong Seok-cheon (hangul: 홍석천; Chungcheong, 3 de fevereiro de 1971) é um ator, celebridade da televisão e restaurateur sul-coreano. Em 2000, se tornou a primeira figura pública da Coreia do Sul a declarar-se gay, causando controvérsias. Permanece como a celebridade abertamente gay mais proeminente do país. Em 2004, foi selecionado pela revista Time como o Herói Asiático do Ano.

## Prêmios e indicações
| Ano  | Premiação                 | Categoria                     | Trabalho    | Resultado | Ref.  |
| ---- | ------------------------- | ----------------------------- | ----------- | --------- | ----- |
| 2023 | Blue Dragon Series Awards | Melhor Apresentador Masculino | Merry Queer | Indicado  | [ 7 ] |